# 苏格兰教堂 (洛桑)
苏格兰教堂（法语：Église écossaise de Lausanne；英语：Scots Kirk）是一个新教长老会教堂，位于瑞士洛桑的 Rumine 鲁明大道24号。它属于苏格兰教会的一部分，也是苏格兰教会在瑞士的两个堂会之一，另一个是日内瓦的苏格兰教堂。主日礼拜使用英语。

## 历史
在洛桑，第一次尝试组建长老会可以追溯到1866年，但两年后就失败了。那不勒斯的牧师阿马尔里克-弗雷德里克·布斯卡特（Amalric-Frédéric Buscarlet）暂时住在蒙特勒，在旅游旺季，他在那里担任牧师。1874年，他接受威廉娜·戴维森夫人的邀请，来到洛桑，建立了一个小型的堂会。1876年，布斯卡特被任命为苏格兰教会在洛桑的第一位本堂牧师。
礼拜最初在乔克拉乌街工业博物馆（Musée industriel）等处举行，但很快，巴士卡莱特就筹集到用于兴建专用教堂的资金。他聘请了当时最著名的法国建筑师之一歐仁·維奧萊-勒-杜克（当时正在修复洛桑大教堂）来设计一座新教堂。建筑委托给当地建筑师朱尔斯·韦雷， 他建造过许多宗教建筑，特别是沃州自由教堂。新教堂于1877年4月12日正式奉献，虽然当时还没有完全建成。巴士卡莱特牧师一直呆到1907年。
这座教堂建于1876年至1877年之间，于1879年完工，在建筑的东南侧增加了一座 vestry。最初称为长老会三一堂（Trinity Presbyterian Church），后来更名为"圣安德烈堂"，大概在1933年，产权由苏格兰联合自由教会（United Free Church of Scotland）转移给苏格兰教会。教堂于1953年修复，1981-1982年再次修复，由比利时裔建筑师、教友马塞尔·穆勒指导。
该建筑采用不对称的建筑形状，和精心制作的木结构屋顶，灵感来自英格兰和苏格兰乡村教堂。
1974年，该建筑被列入沃州建筑遗产清单。1995年，该建筑被列入联邦保护的B类建筑（瑞士国家和区域重要文化财产名录）。
花窗玻璃分别是伯纳德·维格利诺（东墙，1971年）和让·普拉欣（北墙，1981年）的作品。管风琴是阿尔马尼和明戈特的作品（1974年），由教友伊恩·雷德迪霍夫（Ian Reddihugh）捐献，他还设计并拼接了四个大挂毯（1967-1975年），装饰着教堂的墙壁。圣安德烈之家（St Andrew’s House）建于1958年至1962年，由建筑师穆勒设计。